# کییووکی یانادا
کییووکی یانادا (انگلیسی: Kiyoyuki Yanada; ۱۰ مهٔ ۱۹۶۵ – ۱۴ نوامبر ۲۰۲۲) صداپیشگی اهل ژاپن بود. وی بین سال‌های ۱۹۸۷ تا ۲۰۲۲ میلادی فعالیت می‌کرد.